# Scanpix
Scanpix er Skandinaviens største billedbureau og tilbyder adgang til over seks millioner redaktionelle billeder – herunder verdens største internationale arkiv.[kilde mangler]
1. april 2017 købte Ritzaus Bureau billedbureauet Polfoto fra Politiken. Billedtjenesten blev omdøbt til Ritzau Foto. 
I januar 2018 købte Ritzau desuden det Berlingske-ejede billedbureau Scanpix og samlede dermed Danmarks to største billedtjenester under Ritzau. Ritzaus billedbureau blev ved denne lejlighed omdøbt til Ritzau Scanpix.
Scanpix tilbyder også adgang til over en million billeder frigivet til kommercielt og redaktionelt brug. Scanpix findes også i Norge og Sverige hvor bureauet også betjener majoriteten af avismarkedet.[kilde mangler]

## Samfoto
En ikke uvæsentlig del af Scanpix' billedesamling stammer fra Samfoto, som Scanpix overtog d. 1. september 2011.  Samfoto var oprindeligt blevet stiftet i 1976 af en gruppe fotografer.  I 1988 indledte foreningen Norske Naturfotografer samarbejde med Samfoto og i 1989 sluttede kvindelige fotografer fra gruppen Hera sig til Samfoto-arkivet. Samfoto-arkivet rummede over 300.000 billeder, da de blev overtaget af Scanpix.